# Xã Bloomer, Quận Sebastian, Arkansas
Xã Bloomer (tiếng Anh: Bloomer Township) là một xã thuộc quận Sebastian, tiểu bang Arkansas, Hoa Kỳ. Năm 2010, dân số của xã này là 1.022 người.